# Шапарь, Аркадий Григорьевич
Шапарь Аркадий Григорьевич (5 сентября 1936, Ингулец, Днепропетровская область — 24 июля 2021) — советский и украинский учёный в области горного дела, доктор технических наук, профессор, член-корреспондент НАН Украины. Директор Института проблем природопользования и экологии НАН Украины.

## Биография
Родился 5 сентября 1936 года в посёлке Ингулец (ныне в черте города Кривой Рог) Днепропетровской области.
В 1959 году окончил Новочеркасский политехнический институт.
Умер 24 июля 2021 года.

## Научная деятельность
Специалист в области рационального природопользования, устойчивого развития, техногенной и экологической безопасности.
Автор более 400 научных трудов, среди которых 33 книги и монографии, 9 учебных пособий, 13 научных материалов в энциклопедических и 14 — в зарубежных изданиях; автор 60 свидетельств на изобретения и одно на научное открытие. Сформировал 2 научные школы.
Впервые научно обосновал влияние современного горного производства на динамику состояния геологической среды и окружающей среды в целом.
На основе методологии разработан проект закона Украины о концепции перехода Украины к устойчивому развитию и проект программы устойчивого развития региона добычи и первичной переработки уранового сырья, утвержденный затем Кабинетом Министров Украины как государственная программа. Отдельные элементы стратегии используются в Днепропетровской области.
При участии впервые разработаны методические основы комплексной системы мониторинга окружающей среды с привлечением средств дистанционного зондирования Земли (Днепропетровская областная, Днепровская городская системы экомониторинга, проект системы для Жёлтых Вод); новейшие способы защиты окружающей среды от загрязняющих технологий; научные основы ускоренной горнотехнической и биологической рекультивации территорий, масштабно повреждённых горным производством, создание на таких землях заказников и других элементов экологической сети.

## Награды
- Премия Академии наук Украины имени А. Н. Динника (1989);
- Государственная премия Украины в области науки и техники (1999);
- Заслуженный деятель науки и техники Украины (2000);
- Нагрудный знак председателя Днепропетровской облгосадминистрации «За развитие региона» (2006);
- Памятная медаль «За весомый вклад в развитие Днепропетровской области» (2011)[1];
- Почётная грамота Президиума НАН Украины[1];
- Медаль Лейбница Академии естествознания (Германия)[1];
- Медаль «В ознаменование 100-летия со дня рождения Владимира Ильича Ленина»[1];
- Медаль «Ветеран труда»[1].